# 南岗排古寨
南岗排古寨，位于中国广东省清远市连南县南岗镇南岗村，为清远市连南县的一个县级文物保护单位，类型为古建筑，公布时间为2001年9月。
南岗排古寨的历史年代为明代。